# Люк Рійо
Люк Рійо (фр. Luc Pillot, 10 липня 1959) — французький яхтсмен.
Олімпійський чемпіон 1988 року в класі 470, бронзовий призер 1984 року в класі 470.